# Lytta limbata
Lytta limbata là một loài bọ cánh cứng trong họ Meloidae. Loài này được L. Redtenbacher in Hügel miêu tả khoa học năm 1844.